# Кричунів
Кричу́нів, Кречунешть, Кречунешті (рум. Crăciunești) — село в повіті Марамуреш, Румунія. Входить до складу комуни Бочкою-Маре.
Село розташоване на відстані 423 км на північ від Бухареста, 43 км на північний схід від Бая-Маре, 134 км на північ від Клуж-Напоки.
У селі народився український письменник Іван Арделян.

## Населення
За даними перепису населення 2002 року в селі проживали 1492 особи.
Національний склад населення села:
| Національність | Кількість осіб | Відсоток |
| -------------- | -------------- | -------- |
| українці       | 1259           | 84,4%    |
| румуни         | 216            | 14,5%    |
| угорці         | 17             | 1,1%     |

Рідною мовою назвали:
| Мова       | Кількість осіб | Відсоток |
| ---------- | -------------- | -------- |
| українська | 1260           | 84,5%    |
| румунська  | 215            | 14,4%    |
| угорська   | 17             | 1,1%     |